# Courban
Courban est une commune française située dans le canton de Châtillon-sur-Seine du département de la Côte-d'Or en région Bourgogne-Franche-Comté.

## Géographie

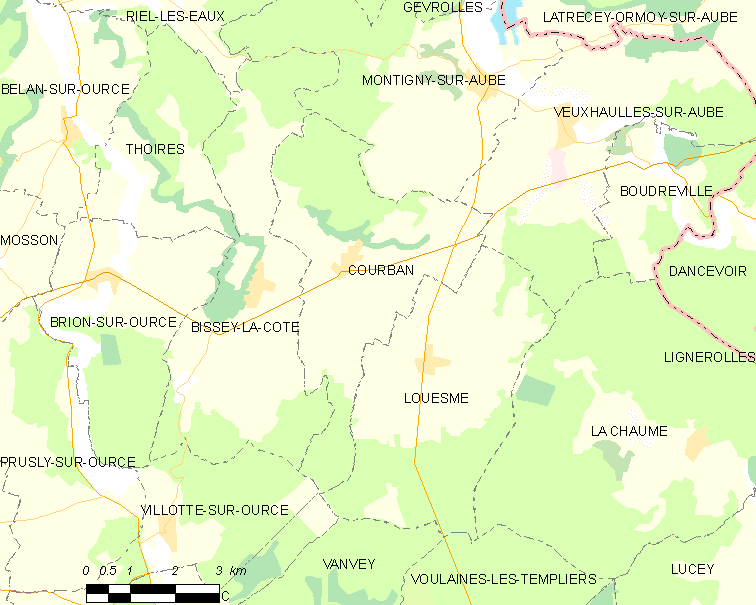

### Accès
Courban est située immédiatement en rive nord de la RD 965 reliant Auxerre à Chaumont.

### Hydrographie
Le ruisseau des Ainguets et le ruisseau des Étangs sont les principaux cours d'eau parcourant la commune.

### Climat
Pour des articles plus généraux, voir Climat de la Bourgogne-Franche-Comté et Climat de la Côte-d'Or.
En 2010, le climat de la commune est de type climat des marges montargnardes, selon une étude du Centre national de la recherche scientifique s'appuyant sur une série de données couvrant la période 1971-2000. En 2020, Météo-France publie une typologie des climats de la France métropolitaine dans laquelle la commune est exposée à un climat océanique altéré et est dans la région climatique  Lorraine, plateau de Langres, Morvan, caractérisée par un hiver rude (1,5 °C), des vents modérés et des brouillards fréquents en automne et hiver. 
Pour la période 1971-2000, la température annuelle moyenne est de 10,3 °C, avec une amplitude thermique annuelle de 16,3 °C. Le cumul annuel moyen de précipitations est de 906 mm, avec 12,6 jours de précipitations en janvier et 8,8 jours en juillet. Pour la période 1991-2020, la température moyenne annuelle observée sur la station météorologique de Météo-France la plus proche, « Châtillon/Seine », sur la commune de Châtillon-sur-Seine à 14 km à vol d'oiseau, est de 10,8 °C et le cumul annuel moyen de précipitations est de 832,8 mm,. Pour l'avenir, les paramètres climatiques de la commune estimés pour 2050 selon différents scénarios d'émission de gaz à effet de serre sont consultables sur un site dédié publié par Météo-France en novembre 2022.

## Urbanisme

### Typologie
Au 1er janvier 2024, Courban est catégorisée commune rurale à habitat dispersé, selon la nouvelle grille communale de densité à 7 niveaux définie par l'Insee en 2022.
Elle est située hors unité urbaine. Par ailleurs la commune fait partie de l'aire d'attraction de Châtillon-sur-Seine, dont elle est une commune de la couronne,. Cette aire, qui regroupe 60 communes, est catégorisée dans les aires de moins de 50 000 habitants,.

### Occupation des sols
L'occupation des sols de la commune, telle qu'elle ressort de la base de données européenne d’occupation biophysique des sols Corine Land Cover (CLC), est marquée par l'importance des territoires agricoles (59,7 % en 2018), une proportion identique à celle de 1990 (59,7 %). La répartition détaillée en 2018 est la suivante : 
terres arables (59,7 %), forêts (38,5 %), zones urbanisées (1,7 %). L'évolution de l’occupation des sols de la commune et de ses infrastructures peut être observée sur les différentes représentations cartographiques du territoire : la carte de Cassini (XVIIIe siècle), la carte d'état-major (1820-1866) et les cartes ou photos aériennes de l'IGN pour la période actuelle (1950 à aujourd'hui).

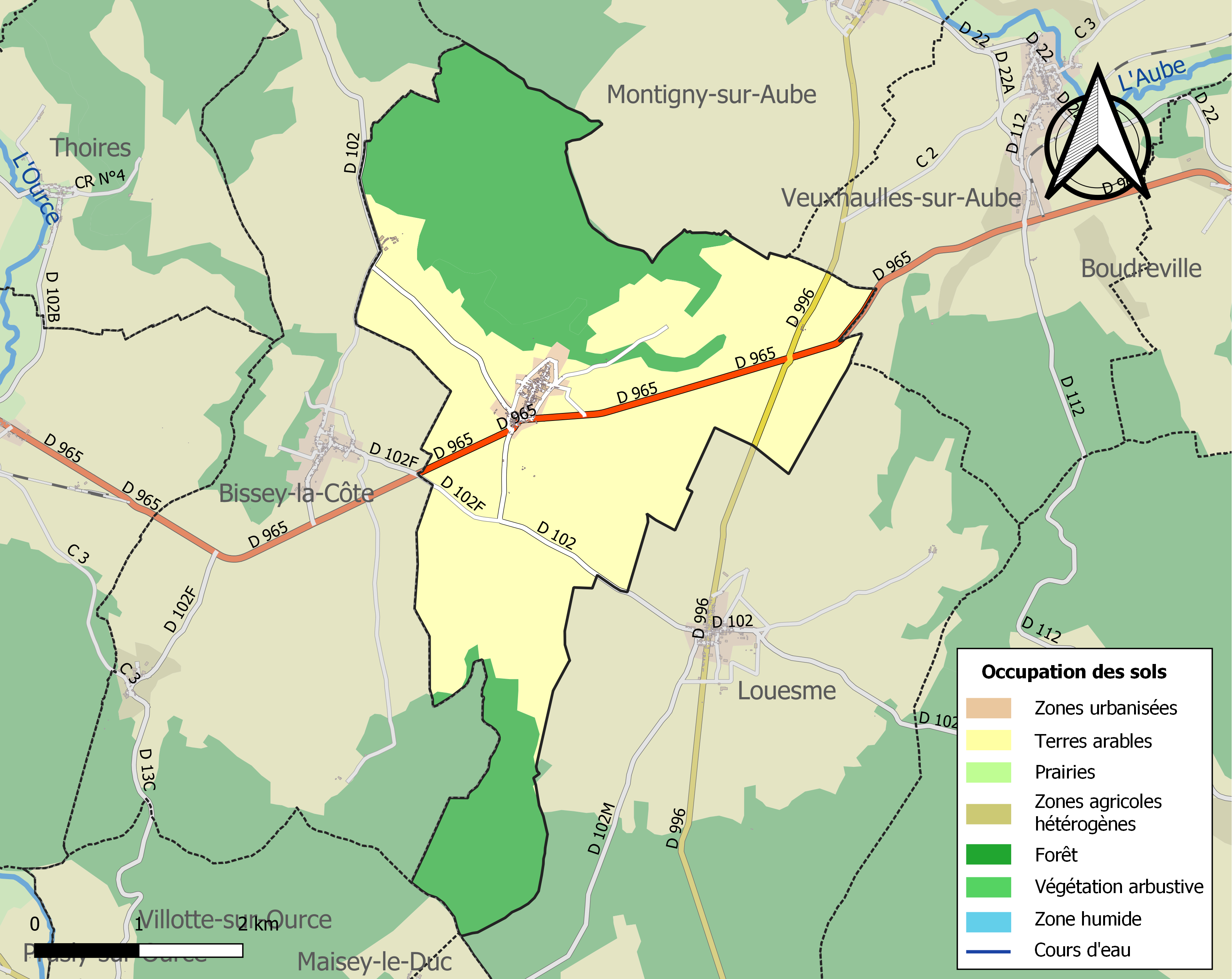
Carte des infrastructures et de l'occupation des sols de la commune en 2018 (CLC).

## Histoire

### Antiquité
Des vestiges gallo-romains ont été trouvés sur le territoire : des mosaïques et un cippe déposé au musée du Pays châtillonnais.

### Les Templiers et les Hospitaliers
Érard II de Chacenay cède au début du XIIIe siècle ses possessions aux Templiers de la Commanderie d'Épailly qui deviennent les seuls seigneurs des lieux. Les Hospitaliers de l'ordre de Saint-Jean de Jérusalem leur succèdent lors de la dévolution des biens de l'ordre du Temple.
La commanderie d'Épailly (templière puis hospitalière de l'ordre de Saint-Jean de Jérusalem)  Inscrit MH (2010), fondée vers 1200 a conservé sa chapelle  Classé MH (2010). Les Hospitaliers la fortifient aux XIVe et XVe siècles et en font une chambre priorale du grand prieuré de Champagne.

### Époque moderne
En 1578, Michel de Sèvre, grand-prieur des Hospitaliers, affranchit les habitants.
Dans la nuit du 11 au 12 janvier 1871, durant la guerre franco-prussienne, des partisans de la garnison de Langres firent dérailler un train près de Courban.

### Époque contemporaine
Courban était un site majeur notamment au XIXe siècle pour l'extraction de fer pour la sidérurgie du Châtillonnais.
La commune a bénéficié d'une gare voyageurs sur la ligne de Bricon à Châtillon-sur-Seine de 1866 à 1939.

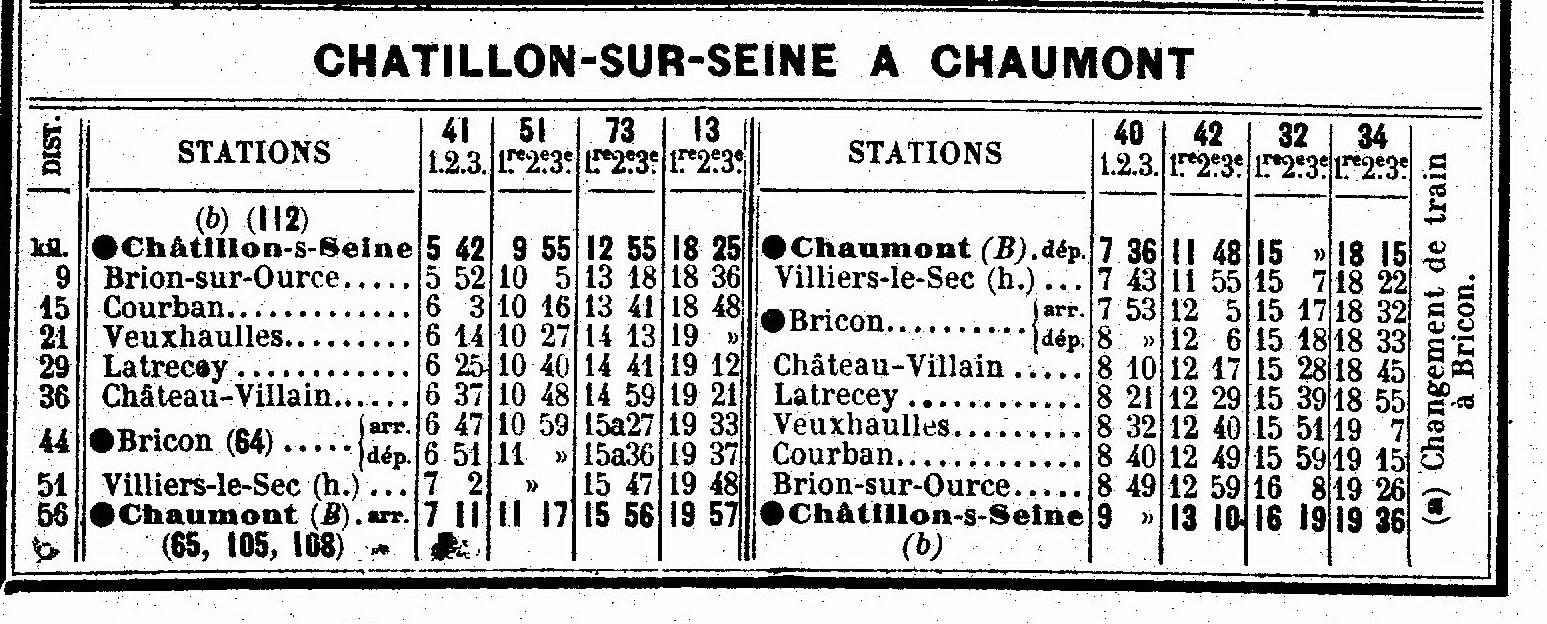
Horaires de la ligne en mai 1914.

## Politique et administration
| Période                                  | Période   | Identité         | Étiquette | Qualité |
| ---------------------------------------- | --------- | ---------------- | --------- | ------- |
| avant 1988                               | ?         | Lucien Bonfils   |           |         |
| mars 2001                                | mars 2020 | Christian Jannet |           |         |
| mars 2020                                | en cours  | Maxime Verslype  |           |         |
| Les données manquantes sont à compléter. |           |                  |           |         |

## Démographie
L'évolution du nombre d'habitants est connue à travers les recensements de la population effectués dans la commune depuis 1793. Pour les communes de moins de 10 000 habitants, une enquête de recensement portant sur toute la population est réalisée tous les cinq ans, les populations de référence des années intermédiaires étant quant à elles estimées par interpolation ou extrapolation. Pour la commune, le premier recensement exhaustif entrant dans le cadre du nouveau dispositif a été réalisé en 2004.

En 2022, la commune comptait 140 habitants, en évolution de −21,35 % par rapport à 2016 (Côte-d'Or : +0,82 %, France hors Mayotte : +2,11 %).
| 1793 | 1800 | 1806 | 1821 | 1831 | 1836 | 1841 | 1846 | 1851 |
| ---- | ---- | ---- | ---- | ---- | ---- | ---- | ---- | ---- |
| 510  | 523  | 509  | 480  | 470  | 479  | 466  | 445  | 459  |

| 1856 | 1861 | 1866 | 1872 | 1876 | 1881 | 1886 | 1891 | 1896 |
| ---- | ---- | ---- | ---- | ---- | ---- | ---- | ---- | ---- |
| 390  | 402  | 424  | 399  | 400  | 380  | 402  | 380  | 381  |

| 1901 | 1906 | 1911 | 1921 | 1926 | 1931 | 1936 | 1946 | 1954 |
| ---- | ---- | ---- | ---- | ---- | ---- | ---- | ---- | ---- |
| 343  | 319  | 308  | 281  | 304  | 296  | 323  | 270  | 282  |

| 1962 | 1968 | 1975 | 1982 | 1990 | 1999 | 2004 | 2006 | 2009 |
| ---- | ---- | ---- | ---- | ---- | ---- | ---- | ---- | ---- |
| 246  | 213  | 201  | 195  | 142  | 147  | 160  | 163  | 166  |

| 2014 | 2019 | 2022 | - | - | - | - | - | - |
| ---- | ---- | ---- | - | - | - | - | - | - |
| 175  | 148  | 140  | - | - | - | - | - | - |

## Culture locale et patrimoine

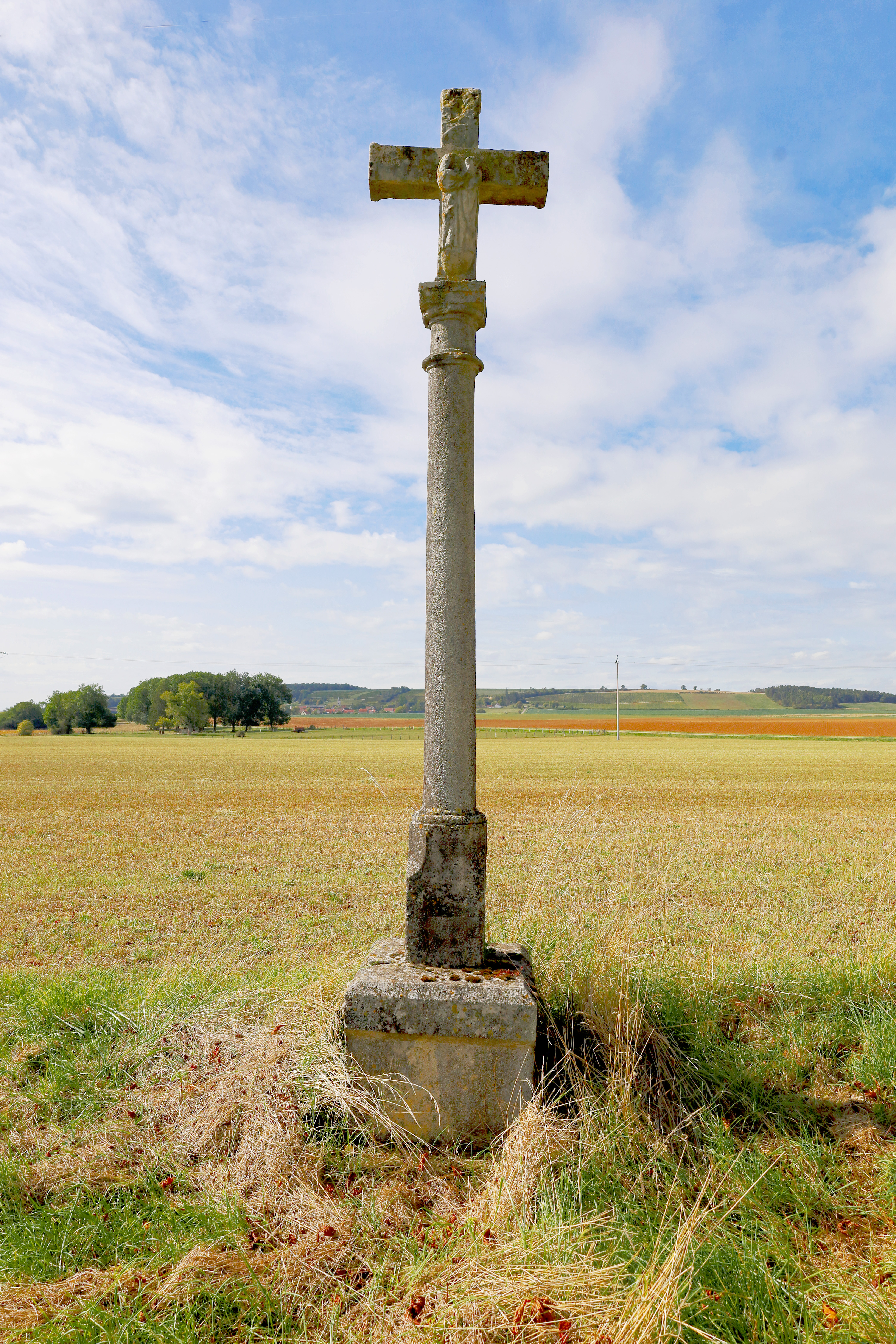
Croix de chemin.

### Lieux et monuments
- Église Saint-Germain d'Auxerre ou de la Trinité (XVe / XIXe siècle) qui a conservé des peintures murales du XVIe, une croix de procession classée aux Monuments historiques et une statuaire de même époque dont un groupe en pierre de la Trinité.
- Commanderie d'Épailly

### Personnalités liées à la commune
- Pierre Clément de Champeaux (1767-1800), général de cavalerie est né le 24 mai 1767 à Courban ; il est tué à la bataille de Marengo (Italie).
- Jean Bertrand, aviateur du régiment de chasse Normandie-Niémen, né  à Courban le 4 octobre 1907 et disparu en mission au-dessus de la province de Prusse-Orientale le 26 août 1944[20].

### Héraldique
| Blason | Blasonnement : D'argent maçonné de sable, chaussé de sinople, chargé de deux croisettes d'or,au chevronel renversé d'argent brochant sur le chaussé; à la champagne d'or chargée d'une épée de gueules posée en fasce, la pointe à dextre. |